# Road (2002)
Road ist ein Bollywoodfilm aus dem Jahr 2002.

## Handlung
Arvind und Lakshmi lieben sich und wollen heiraten, doch Lakshmis Vater ist gegen diese Beziehung. Deshalb machen sich die beiden auf den Weg nach Jodhpur, Rajasthan, um sich dort heimlich das Ja-Wort zu geben.
Unterwegs treffen sie auf einen Mann, dessen Wagen auf dem Weg angeblich stehen blieb. Da sie ihn nicht mitten in der Wüste laufen lassen wollen, nehmen sie ihn mit. Der Mann, namens Babu, rückt ihnen schon bald auf die Pelle und stellt sich als Psychopath heraus. Als die beiden ihn loswerden wollen, bedroht Babu Arvind mit einer Pistole, sodass Arvind gezwungen ist, Lakshmi und Babu alleine weiterreisen zu lassen.
Erst nach langem Hin und Her kann Arvind mit Hilfe eines Truckfahrers Lakshmi nach einer Verfolgungsjagd aus Babus Gewalt retten. Arvind schießt Babu an und lässt ihn in der Wüste liegen, während die beiden endlich ihre Reise fortsetzen können.

## Musik
| Liedtitel           | Sänger                        |
| ------------------- | ----------------------------- |
| Makhmali Ye Badan   | Sanjeevani, Sonu Nigam        |
| Toofan Sa           | Sunidhi Chauhan, K K          |
| Khullam Khulla Pyar | Sonu Nigam, Sunidhi Chauhan   |
| Raste Raste         | Sunidhi Chauhan, Vinod Rathod |
| Pehli Nazar Mein    | Sunidhi Chauhan               |
| Road Rage           |                               |
| Road Ke Har Mod Par |                               |

## Auszeichnungen
Star Screen Award (2003)
- Auszeichnung in der Kategorie Meistversprechender Newcomer für Vivek Oberoi (auch für Company – Das Gesetz der Macht und Saathiya)
- Nominierung in der Kategorie Bester Schurke für Manoj Bajpai

Filmfare Award 2003
- Auszeichnung in der Kategorie Bester Schurke für Manoj Bajpai